# Adenomera saci
Adenomera saci es una especie de anfibio anuro de la familia Leptodactylidae.

## Distribución geográfica
Esta especie es endémica de Brasil. Se encuentra en los estados de Mato Grosso, Mato Grosso do Sul, Goiás, Tocantins y Maranhão.

## Publicación original
- Carvalho & Giaretta, 2013: Taxonomic circumscription of Adenomera martinezi (Bokermann, 1956) (Anura: Leptodactylidae: Leptodactylinae) with the recognition of a new cryptic taxon through a bioacoustic approach. Zootaxa, n.º 3701, p. 207–237.[3]